# Пикић
Пикићи вуку порекло из трију херцеговачких села: Просјек, Лушнице и Диклићи. Јевто Дедијер их спомиње само у селу Подграђе, предео Бишће недалеко од Благаја код Мостара. У селу Просјеку сматрају се староседеоцима. Из Просјека су се доселили у Лушнице и Придворце код Требиња. У селу Зачула је једна кућа Пикића, породице која се доселила из Лушница на ујчевину у породице Станић. Пикића има и у Требињу, Дубровнику, Београду, Загребу, Сарајеву и Стокхолму у Шведској.
Ристо Милићевић (2005:568) наводи да су се Пикићи некад звали Костадиновићи, но постоји и друго предање које говори да су се Пикићи презивали Константиновић. Пошто је Костадин народна верзија имена Константин, врло је вероватно да су та два именска патронимика заправо једно те исто презиме. Сви Пикићи славе 20. јануара светог Јована Крститеља, тј. Јовањдан, осим зачуланских који су преузели Јеремијевдан 14. maja од Станића.
У писаним документима, презиме Пикић се први пут појављује у декрету о додели земље млетачког генералног провидура Далмације и Албаније Данијела Долфина. У том декрету су пописани нови и стари власници замљишних парцела у источној Херцеговини након Морејског рата између Османског царства и Млетачке републике, вођеног од 1684. до 1699. године. Историчар Богумил Храбак бележи да је 1695. године: „у селу Раптима и у Рогојевићу (бившем влашком катуну), вероватно суседном насељу, од земље Алића Прибиновића предато је у власништво Сави Матијашеву из села Пикићи (Попово поље) два канапа на локалитету званом Ћор код Диклића (влаха) (257-7')“ (1985:42).
Пикићи су православне вероисповести и по етничкој припадности су Срби.